# Вязь (река)
Вязь — река в Пушкинском городском округе Московской области России, впадает в Пестовское водохранилище, до образования которого была левым притоком Учи.
Длина реки составляет 15 км, площадь водосборного бассейна — 67,7 км². Равнинного типа. Питание преимущественно снеговое. Замерзает обычно в середине ноября, вскрывается в середине апреля.
Название образовано народным географическим термином вяз (от вязнуть) — «топь, болото».
Река Вязь берёт начало у деревни Мартьянково. Течёт по южным склонам Смоленско-Московской возвышенности.
Верховья реки застроены дачами. В среднем и нижнем течении протекает среди моренных холмов, поросших густыми еловыми и елово-берёзовыми лесами. Пересекает Московское малое кольцо. На своём протяжении река несколько раз круто меняет направление течения. Наиболее крупный приток Вязи — река Ольшанка.
От истока к устью на реке расположены населённые пункты Нововоронино, Митрополье, Ельдигино, Семёновское, Раково, Марьина Гора, посёлок санатория «Тишково» и Тишково.

## Данные водного реестра
По данным государственного водного реестра России, относится к Окскому бассейновому округу. Речной бассейн — Ока, речной подбассейн — Ока ниже впадения Мокши, водохозяйственный участок реки — Клязьма от истока до Пироговского гидроузла.
Код объекта в государственном водном реестре — 09010300312110000031225.